# Filip Salač
Filip Salač (Mladá Boleslav, 12 dicembre 2001) è un pilota motociclistico ceco.

## Carriera

### Gli inizi
Filip Salač si classifica quinto nel campionato europeo Superstock 250 del 2015 vincendo tre gare.Debutta nella Red Bull Rookies Cup nel 2016, ottenendo 75 punti e chiudendo 9º in classifica finale. Nel 2017 corre 6 gare riuscendo a classificarsi 13º con 65 punti totalizzati e ottenendo il suo primo podio nella categoria, un 2º posto a Jerez. Nel 2018 si piazza nei primi posti in alcune gare, ottenendo 5 podi ma senza vincere una gara. Conclude il campionato in 4º posizione con 151 punti.
Debutta nel campionato Spagnolo nel 2016, ottenendo un 15º posto in gara e chiudendo la stagione al 37º posto con 1 punto all'attivo. Nel 2017, come nel 2016, corre alcune gare ma riesce ad ottenere 12 punti che gli valgono il 27º posto in classifica. Nel 2018 corre tutte le gare della stagione e ottiene come risultato tre ottavi posti concludendo all'11º posto in classifica. Salač inizia la carriera nel motomondiale in Moto3 nel 2018, correndo come wild card in Repubblica Ceca. 

### Moto3
Nel 2019 corre a tempo pieno in Moto3 con la KTM RC 250 GP del team Redox PrüstelGP, ottenendo il primo punto in Francia concludendo 15º; ottiene come miglior risultato un quinto posto in Comunità Valenciana e termina la stagione al 23º posto con 32 punti.
Nel 2020 corre con la Honda NSF250R del team Snipers, il compagno di squadra è Tony Arbolino. Ottiene come miglior risultato un ottavo posto in Qatar e termina la stagione al 21º posto con 30 punti; in questa stagione è costretto a saltare i Gran Premi di Comunità Valenciana e Portogallo a causa di un trauma toracico che gli ha causato problemi ai polmoni rimediato nelle prove libere del GP della Comunità Valenciana. Nello stesso anno corre nel campionato mondiale Supersport 300 come pilota sostitutivo sulla Kawasaki Ninja 400 del team ACCR Czech Talent Team - Willi Race nel Gran Premio di Teruel.
Nel 2021 rimane nello stesso team, con compagno di squadra Andrea Migno. Dopo il Gran Premio di Germania lascia il team Snipers, per prendere il posto, a partire dal Gran Premio di Stiria, lasciato libero da Jason Dupasquier nel team CarXpert PrüstelGP, che gli affida una KTM. Ottiene un secondo posto in Francia e una pole position in Germania. Conclude la sua ultima stagione in Moto3 con un 16º posto in classifica con 71 punti.

### Moto2
Nel 2022 viene ingaggiato dal team Gresini Racing in Moto2 con Alessandro Zaccone come compagno di squadra. In occasione del Gran Premio di Thailandia, in condizioni di gara bagnata, conquista il primo podio. Chiude al ventesimo posto in classifica.
Nel 2023 prosegue con Gresini in Moto2, il compagno di squadra è Jeremy Alcoba. Inizia il campionato facendo segnare la pole position al Gran premio del Portogallo e sale sul podio classificandosi secondo al Le Mans. Con centodieci punti si classifica undicesimo in campionato. Nel 2024 passa a Marc VDS Racing con Tony Arbolino come compagno di squadra. Pur dovendo saltare qualche gara per infortuni, torna sul podio in occasione del Gran Premio del Giappone e chiude l'annata al sedicesimo posto.

## Risultati in gara

### Motomondiale

#### Moto3
| 2018 | Classe | Moto |  |  |  |  |  |  |  |  |  |    |  |  |  |  |  |  |  |  |  | Punti | Pos. |
| ---- | ------ | ---- |  |  |  |  |  |  |  |  |  | -- |  |  |  |  |  |  |  |  |  | ----- | ---- |
| 2018 | Moto3  | KTM  |  |  |  |  |  |  |  |  |  | 24 |  |  |  |  |  |  |  |  |  | 0     |      |

| 2019 | Classe | Moto |    |    |    |     |    |    |     |    |    |     |    |    |   |    |    |    |     |    |   | Punti | Pos. |
| ---- | ------ | ---- | -- | -- | -- | --- | -- | -- | --- | -- | -- | --- | -- | -- | - | -- | -- | -- | --- | -- | - | ----- | ---- |
| 2019 | Moto3  | KTM  | 21 | 25 | 20 | Rit | 15 | 19 | Rit | 14 | 13 | Rit | 19 | 21 | 9 | 18 | 11 | 22 | Rit | 13 | 5 | 32    | 23º  |

| 2020 | Classe | Moto  |   |     |     |    |     |    |    |    |    |    |    |    |   |    |     |  |  |  |  | Punti | Pos. |
| ---- | ------ | ----- | - | --- | --- | -- | --- | -- | -- | -- | -- | -- | -- | -- | - | -- | --- |  |  |  |  | ----- | ---- |
| 2020 | Moto3  | Honda | 8 | Rit | Rit | 25 | Rit | 12 | 20 | 16 | 12 | 12 | 16 | 13 | 9 | NP | Inf |  |  |  |  | 30    | 21º  |

| 2021 | Classe | Moto        |    |     |    |    |   |    |     |     |  |    |    |    |     |     |     |    |    |   |  | Punti | Pos. |
| ---- | ------ | ----------- | -- | --- | -- | -- | - | -- | --- | --- |  | -- | -- | -- | --- | --- | --- | -- | -- | - |  | ----- | ---- |
| 2021 | Moto3  | Honda e KTM | 13 | Rit | 13 | 12 | 2 | 11 | Rit | Rit |  | 11 | 12 | 14 | Rit | Rit | Rit | 10 | 10 | 4 |  | 71    | 16º  |

| Legenda | 1º posto        | 2º posto            | 3º posto            | A punti      | Senza punti        | Grassetto – Pole position Corsivo – Giro più veloce |
| Legenda | Gara non valida | Non qual./Non part. | Ritirato/Non class. | Squalificato | '-' Dato non disp. | Grassetto – Pole position Corsivo – Giro più veloce |

#### Moto2
| 2022 | Classe | Moto  |     |    |     |    |    |    |    |    |     |     |    |   |     |     |    |    |   |     |    |    |  |  | Punti | Pos. |
| ---- | ------ | ----- | --- | -- | --- | -- | -- | -- | -- | -- | --- | --- | -- | - | --- | --- | -- | -- | - | --- | -- | -- |  |  | ----- | ---- |
| 2022 | Moto2  | Kalex | Rit | 21 | Rit | 14 | 14 | 21 | 15 | 13 | Rit | Rit | 10 | 9 | Rit | Rit | 17 | 10 | 2 | Rit | 11 | 13 |  |  | 45    | 20º  |

| 2023 | Classe | Moto  |   |   |   |   |   |   |    |     |    |   |     |   |    |   |     |     |    |    |     |    |  |  | Punti | Pos. |
| ---- | ------ | ----- | - | - | - | - | - | - | -- | --- | -- | - | --- | - | -- | - | --- | --- | -- | -- | --- | -- |  |  | ----- | ---- |
| 2023 | Moto2  | Kalex | 4 | 7 | 5 | 9 | 2 | 7 | 13 | Rit | 13 | 7 | Rit | 9 | 10 | 5 | Rit | Rit | 17 | 14 | Rit | 17 |  |  | 110   | 11º  |

| 2024 | Classe | Moto  |    |     |    |    |    |    |     |     |     |     |    |    |   |    |    |   |    |    |    |   |  |  | Punti | Pos. |
| ---- | ------ | ----- | -- | --- | -- | -- | -- | -- | --- | --- | --- | --- | -- | -- | - | -- | -- | - | -- | -- | -- | - |  |  | ----- | ---- |
| 2024 | Moto2  | Kalex | 21 | Inf | 15 | 11 | 12 | 12 | Rit | Inf | Inf | Rit | 10 | 11 | 7 | 10 | 15 | 3 | 14 | 14 | 15 | 5 |  |  | 73    | 16º  |

| 2025 | Classe | Moto       |   |     |     |    |    |   |   |   |    |     |    |   |    |  |  |  |  |  |  |  |  |  | Punti | Pos. |
| ---- | ------ | ---------- | - | --- | --- | -- | -- | - | - | - | -- | --- | -- | - | -- |  |  |  |  |  |  |  |  |  | ----- | ---- |
| 2025 | Moto2  | Boscoscuro | 9 | Rit | Rit | 10 | 10 | 7 | 7 | 5 | 12 | Rit | 10 | 8 | 11 |  |  |  |  |  |  |  |  |  | 71    |      |

| Legenda | 1º posto        | 2º posto            | 3º posto            | A punti      | Senza punti        | Grassetto – Pole position Corsivo – Giro più veloce |
| Legenda | Gara non valida | Non qual./Non part. | Ritirato/Non class. | Squalificato | '-' Dato non disp. | Grassetto – Pole position Corsivo – Giro più veloce |

### Campionato mondiale Supersport 300
| 2020 | Moto     |  |  |  |  |  |  |    |    |  |  |  |  |  |  | Punti | Pos. |
| ---- | -------- |  |  |  |  |  |  | -- | -- |  |  |  |  |  |  | ----- | ---- |
| 2020 | Kawasaki |  |  |  |  |  |  | 11 | NC |  |  |  |  |  |  | 5     | 33º  |

| Legenda | 1º posto        | 2º posto            | 3º posto           | A punti      | Senza punti        | Grassetto – Pole position Corsivo – Giro più veloce |
| Legenda | Gara non valida | Non qual./Non part. | Ritirato/Non class | Squalificato | '-' Dato non disp. | Grassetto – Pole position Corsivo – Giro più veloce |